# Gårenevet
Gårenevet är ett berg i Antarktis. Det ligger i Östantarktis. Norge gör anspråk på området. Toppen på Gårenevet är 1 972 meter över havet.
Terrängen runt Gårenevet är kuperad åt sydväst, men åt nordost är den platt. Trakten är obefolkad. Det finns inga samhällen i närheten. 